# Erzurum (tartomány)
Erzurum tartomány Törökország egyik tartománya a Kelet-anatóliai régióban, székhelye Erzurum városa, melyet az ókorban Arzen illetve Teodosziupolisz néven ismerték, örmény nyelven pedig Karinnak hívták. Keleten Kars és Ağrı, délen Muş és Bingöl, nyugaton Erzincan és Bayburt, északon Rize és Artvin, északkeleten pedig Ardahan határolja. 1924-ben emelkedett tartományi rangra.

## Körzetei
A tartománynak 19 körzete van:
| - Aşkale - Çat - Erzurum - Hınıs - Horasan - Ilıca - İspir - Karaçoban - Karayazı - Köprüköy | - Narman - Oltu - Olur - Palandöken - Pasinler - Pazaryolu - Şenkaya - Tekman - Tortum - Uzundere - Yakutiye |